# Bromadiolona

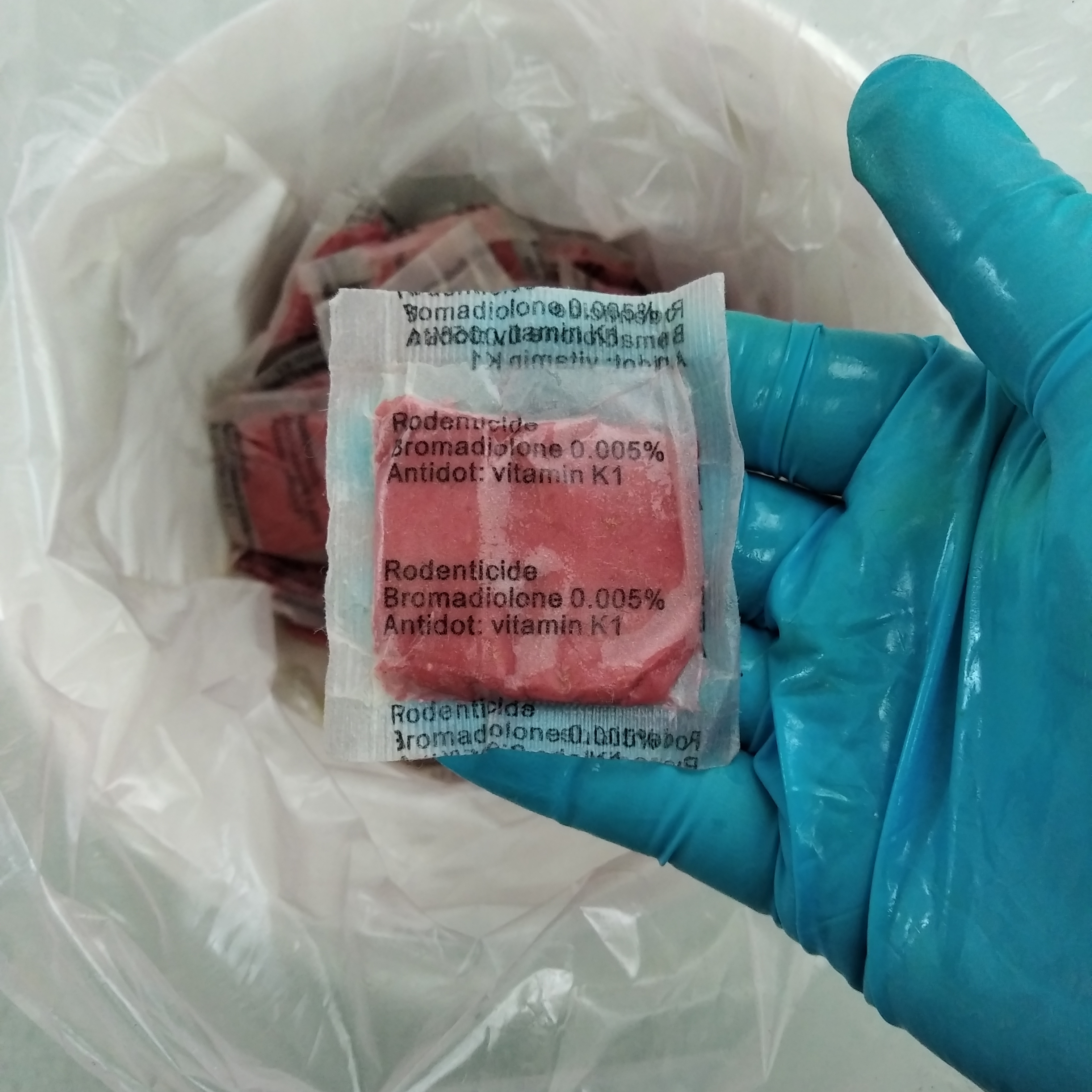
Bromadiolona (0,005%)

La bromadiolona,en anglès:bromadiolone és un potent rodenticida anticoagulant. És la segona generació derivada de 4-hidroxicumarina i antagonista de la vitamina K, sovint és anomenada una "super-warfarina" per la seva potència afegida i la seva tendència a acumular-se al fetge de l'organisme enverinat. Quan l'any 1980 es va introduir al Regne Unit, va ser efectiu contra les poblacions que havien esdevingut resisents a la primera generació d'anticoagulants.
Aquest producte es pot usar a l'interior i l'exterior per a matar rates i ratolins.

## Química
Aquest compost és una mescla d'estereoisòmers. Els seus dos estereoisòmers estan a la tercera posició de la cumarina.

## Toxicitat
La bromadiolona s'administra oralment. La substància és un antagonista de la vitamina K. La manca de vitamina K causa hemorràgies internes i la mort.
L'enverinament només es mostra de 24 a 36 hores després d'haver ingerit el verí i sovint triga 2–5 dies per donar símptomes.
La toxicitat aguda LD50 per a diversos mamífers és:
- rates 1.125 mg/kg b.w.
- ratolí 1.75 mg/kg b.w.
- conill 1 mg/kg b.w.
- gos > 10 mg/kg b.w. (MTD)[2][3]
- gat > 25 mg/kg b.w. (MTD)[3]

## Antídot
La vitamina K1 es fa servir com antídot.